# S.A.M. (гурт)
S.A.M. м. Тульчин. — український рок-гурт з міста Тульчин. Грає у стилі Грув-метал та Треш-метал. Заснована у 2011 році Олександром Стахурським. Найкращий рок-гурт конкурсу «Шукаю продюсера» 2013 року, учасники фестивалю «Артфест 2013» та телевізійного проекту «Рок-простір».
Починаючи з травня 2014 року, брали участь у 9-ти благодійних концертах на підтримку воїнів Української армії.
Брали участь у придбанні та відправці на фронт 4-ох автомобілів.

## Історія гурту
Перший виступ відбувся 23 грудня 2011 року в місті Тульчин.
Початкова назва гурту «Skyrius nine»
Назва S.A.M. — це трактування тяги музикантів до здійснення мети власноруч. У серпні 2019 року гурт змінив назву на UPDATED.
Стахурський Олександр — студент Вінницького національного медичного університету ім. Пирогова стоматологічного факультету. Закінчив музичну школу по класу *баян*. З тринадцятирічного віку почав активно займатися важкою музикою, що стало початком заснування гурту S.A.M. Другий учасник гурту Броварний Андрій — випускник Уманського державного педагогічного університету ім. Тичини економічного факультету. Закінчив музичну школу по класу *гітара*. Третій учасник гурту — Лехман Михайло. Офіційна дата заснування гурту — 23 грудня 2011 року(13-річний вік музикантів). 2013 рік — *Найкращий гурт року* у конкурсі *Шукаю продюсера*, брали участь у телевізійному проекті *Рок-простір*. У травні 2014 року дали перший благодійний концерт на підтримку бійців АТО. Протягом 2014—2015 років брали участь у підготовці та відправці трьох автомобілей в зону АТО для бійців 72 бригади. Є учасниками багатьох фестивалів…
Стиль гурту охарактеризовують як Groovecore

### Склад гурту
Стахурський Олександр — лідер-гітара, вокал;
Андрій Броварний — бас-гітара, бек-вокал;
Михайло Лехман — ударні.
Максим Сарахман — барабани.

## Альбом «МЕЖА»
Дебютний повноформатний альбом «МЕЖА» складається з 12 композицій. Початок запису альбому припадає на 2016 рік. Запис, мастеринг, оформлення, випуск альбому були зроблені власноруч за підтримки батьків.
Власна студія звукозапису «Стара хата Record's»
29 листопада 2017 рік — кінцева дата завершення запису альбому.
https://soundcloud.com/ffwd9qalwqxg/sets/sam-mezha
1. Метроном Чорнобиля
2. Поклик до бою
3. Україно! Ми єдині!
4. Життя — скло
5. Виклик
6. Голос хороброго
7. Еманація
8. Межа
9. Н'ОВА
10. Хто я?
11. Щедрик
12. Історія металу

## S.A.M. м. Тульчин— Мовчати (Скрябін cover)
Вшанування пам'яті Андрія Вікторовича Кузьменка (Кузьма)
https://soundcloud.com/ffwd9qalwqxg/sam-m-tulchin-movchatiskryabn-cover